# Harpolithobius polonezenus
Harpolithobius polonezenus är en mångfotingart som först beskrevs av Chamberlin 1952.  Harpolithobius polonezenus ingår i släktet Harpolithobius och familjen stenkrypare. Inga underarter finns listade i Catalogue of Life.